# Jacques Augarde
Jacques Augarde, né le 13 avril 1908 à Agen en France et mort le 19 juillet 2006 dans le 18e arrondissement de Paris, est un journaliste et un homme politique français.

## Biographie
Jacques Augarde est le fils de Louis Augarde, médecin militaire, et de son épouse, Marthe Rozès.
Ancien évadé de France et prisonnier en Espagne, il rejoint les troupes françaises au Maroc en 1943. Après la campagne d'Italie, il débarque à Saint-Tropez avec le 1er groupement de tabors marocains (1er GTM), le 19 août 1944, et participe à la libération du territoire.
Député MRP des citoyens français du Maroc (1945-1946), puis de Constantine (Algérie française) puis sénateur, en dernier lieu au titre du Centre républicain, de ce département de 1951 à 1959, il fut sous-secrétaire d'État à la présidence du Conseil, chargé des affaires musulmanes en 1947-1948 du gouvernement Robert Schuman (1).
Il est maire de Bougie de 1947 à 1962, année de l'indépendance de l'Algérie. Il siège au Conseil général de 1949 à 1962. Il est actif dans les milieux des rapatriés. Son intérêt pour l'Afrique l'a amené à siéger à l'Académie des sciences d'outre-mer.

## Décorations
- Commandeur de la Légion d'honneur
- Croix de guerre 1939-1945
- Médaille des évadés
- Grand officier de l'ordre du Ouissam alaouite et de l'ordre du Nichan Iftikhar
- Officier de l'ordre de la République tunisienne et de la Couronne de Yougoslavie
- Commandeur de l'ordre de Francesco de Miranda et de l'ordre du Trésor sacré

## Ouvrages
- Milliaires, Paris, A. Messein, 1946,

- Prix de poésie 1947 de l’Académie française
- Tabor, préface du général Guillaume, France Empire, 1952[2]

- Prix Pouchard 1953 de l’Académie française
- La longue route des tabors, France Empire, 1983 -  (ISBN 2 7048 0325 0).